# Dysmicoccus lepidii
Dysmicoccus lepidii är en insektsart som beskrevs av Williams 1985. Dysmicoccus lepidii ingår i släktet Dysmicoccus och familjen ullsköldlöss. Inga underarter finns listade i Catalogue of Life.